# The Woodwright's Shop
The Woodwright's Shop é um programa de televisão estadunidense apresentado desde 1979 por Roy Underhill na rede PBS. É um dos programas mais antigos da emissora, com 35 temporadas e mais de 400 episódios. O programa é gravado nos estúdios da UNC-TV (Centro de Televisão Pública da Universidade da Carolina do Norte) em Research Triangle Park, Carolina do Norte.